# Pikogan
Pikogan é uma reserva indígena algonquina na província do Quebec, Canadá, situada na região administrativa de Abitibi-Témiscamingue, às margens do Rio Harricana no município de Amos.
Seu nome significa tenda de pele em língua algonquina.